# Relatos salvajes
Relatos Salvajes es una película argentina de  comedia oscura satírica absurdista antológica de 2014 escrita, dirigida y coeditada por Damián Szifron y producida por K&S Films (Oscar Kramer y Hugo Sigman). La película expone seis historias independientes protagonizadas por un reparto coral que incluye a Ricardo Darín, Oscar Martínez, Leonardo Sbaraglia, Érica Rivas, Rita Cortese, Julieta Zylberberg y Darío Grandinetti.
Fue producida en un 70 % por Hugo Sigman mediante su productora Kramer & Sigman Films y coproducida en un 30 % por los españoles Agustín Almodóvar y Pedro Almodóvar. Asimismo, en Argentina colaboraron coproductores como Telefe, Corner y la productora de Belocopitt.
El film fue seleccionado para la Palma de Oro en la principal sección de competición del Festival de Cannes 2014, en la cual fue ampliamente aclamada. Fue nominada en la categoría mejor película de habla no inglesa en la 87.ª edición de los Premios Óscar. Ganadora del Premio Ariel en la categoría de mejor película iberoamericana, así como en los Premios Goya donde fue nominada en 9 categorías, entre las que se incluyen mejor película iberoamericana, mejor película, mejor director y mejor guion original. Además, participó en los Premios Platino del cine Iberoamericano, en donde ganó 8 premios de los 10 a los que aspiraba, entre los que se encuentran mejor película, mejor director, mejor guion, entre otros. En febrero de 2016, fue premiada con el BAFTA a la mejor película de habla no inglesa en Londres.
Con 449 292 espectadores, se convirtió en el film argentino más visto en la historia durante su primer fin de semana de exhibición. También se convirtió en la película más taquillera de la historia del cine argentino, al menos desde que existen registros confiables en la industria (1997), al haber alcanzado 3,9 millones de espectadores sólo en Argentina.
La película ha competido en más de quince festivales internacionales, incluyendo, además de Cannes, otros de renombre como Toronto, Telluride, Londres o San Sebastián. Tiene como referente a la serie televisiva Cuentos asombrosos, creada y producida por Steven Spielberg.
Entre otros de sus logros, la película de Szifron se ha convertido en una de las producciones argentinas más exitosas en el exterior y es la película argentina más taquillera en el plano internacional, superando a las películas El secreto de sus ojos y Metegol: únicamente la supera la película en coproducción Diarios de motocicleta.
Se estrenó en Estados Unidos el 20 de febrero de 2015. Su distribución estuvo a cargo de Sony Pictures Classics, que también se encargó de la campaña necesaria para lograr dicha nominación en la 87.ª edición de los Premios de la Academia.

## Temática y producción general
Relatos salvajes es una antología compuesta por seis historias autoconclusivas unidas por su temática. En origen, cada una de ellas era una narración breve, pero cuando Szifron las reunió en un único volumen, advirtió que estaban vinculadas por un conjunto de temas que les conferían unidad y cohesión. Decidió entonces «reducir los conflictos a su mínima expresión y encontrarles el clímax», para transformar los relatos en cortos.
Según las palabras del director, la conexión temática de los relatos se refiere a «la difusa frontera que separa a la civilización de la barbarie, del vértigo de perder los estribos y del innegable placer de perder el control», una serie de relatos que «toma situaciones conflictivas de la cotidianidad, esas a las que yo mismo he estado expuesto y que como ciudadanos comunes reprimimos tras medir el costo-beneficio de una acción, optando por ser menos impulsivos y no responder a las agresiones externas».
Relatos salvajes cuenta con la productora española El Deseo y la argentina K&S Films como principal fuente de inversión para la realización de la película. Los hermanos Almodóvar habían pretendido que Damián Szifron contara con ellos para producir la siguiente película que confeccionara, luego de la buena impresión que dejó el director con sus anteriores trabajos. La distribución en Iberoamérica quedó en manos de Warner Bros.
En su país natal, Relatos salvajes tenía previsto estrenarse el 14 de agosto. Sin embargo, por problemas con el Sindicato Único de Trabajadores del Espectáculo Público de Argentina, el cual exigía que se cumplieran las normativas del convenio establecido, no se estrenó sino hasta el 21 del mismo mes.
La película está dedicada al padre de Szifron, fallecido en 2013, quien introdujo a su hijo en el mundo del cine.

## Los relatos

### Pasternak
Elenco
- Darío Grandinetti, como Salgado.
- María Marull, como Isabel.

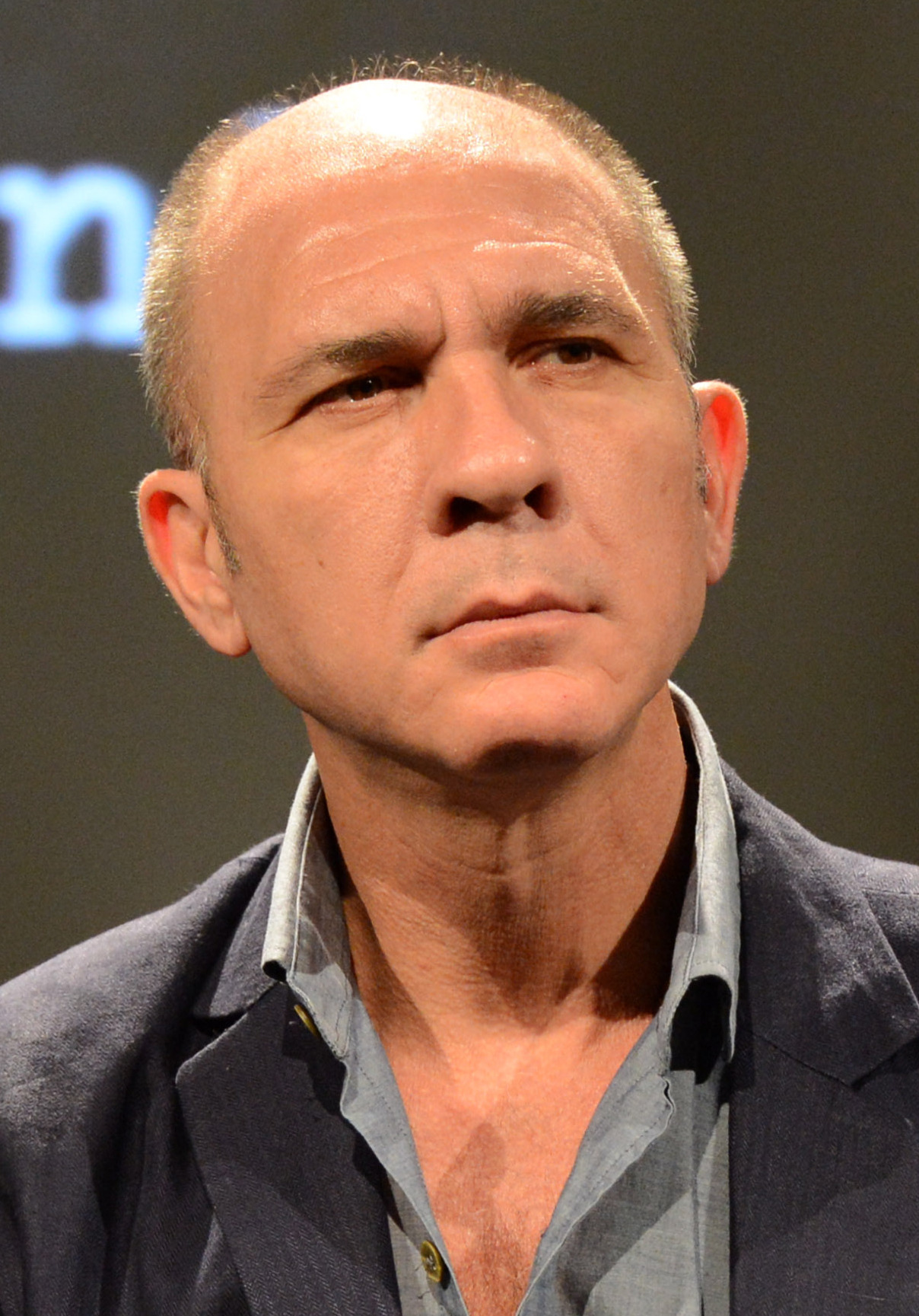
El actor Darío Grandinetti interpreta a Salgado.

- Mónica Villa, como la profesora Leguizamón.
- Diego Starosta, como Ignacio Fontana.
- Marcelo Frasca como Ganador Sorteo Inmobiliaria.
- Nacho Vavassori como Víctor Jensen, psicólogo de Pasternak.

Salgado (Darío Grandinetti) es un crítico de música clásica, y uno de los tantos pasajeros de un avión. Al interactuar con los demás pasajeros, repentinamente todos descubren que están vinculados con lo que en principio parecería ser una inocente coincidencia: todos conocieron a un tal Gabriel Pasternak e hicieron algo por lo cual esta persona se sintió íntimamente dañada, por lo que comienza a preocuparlos. En medio de la conmoción, la azafata del vuelo, muy nerviosa y asustada, les comunica que Pasternak es el conductor o comisario a bordo, que se ha encerrado en la cabina y que, además, los pilotos no responden. Luego de un breve momento aparece una fuerte turbulencia y el avión empieza rápidamente a descender, y ahí descubren que Pasternak quiere hacer que el avión se estrelle para así vengarse de todos los pasajeros. Un antiguo psiquiatra suyo lo increpa diciéndole que él no era culpable de su comportamiento malévolo, sino que fueron sus padres. Al final, Pasternak impacta el avión contra la casa de sus padres en tierra firme.
El 24 de marzo de 2015, un copiloto de la compañía Germanwings se encerró en la cabina e hizo que se estrellara un Airbus A320 con 150 personas en los Alpes franceses. El estreno de la película fue siete días más tarde en el Reino Unido, ya que, debido a la similitud con la tragedia, algunos cines advirtieron que su argumento podía herir la sensibilidad del espectador: en tal caso, le devolverían el dinero de la entrada.

### Las ratas
Elenco
- Julieta Zylberberg, como la moza.
- Rita Cortese, como la cocinera.
- César Bordón, como Cuenca.

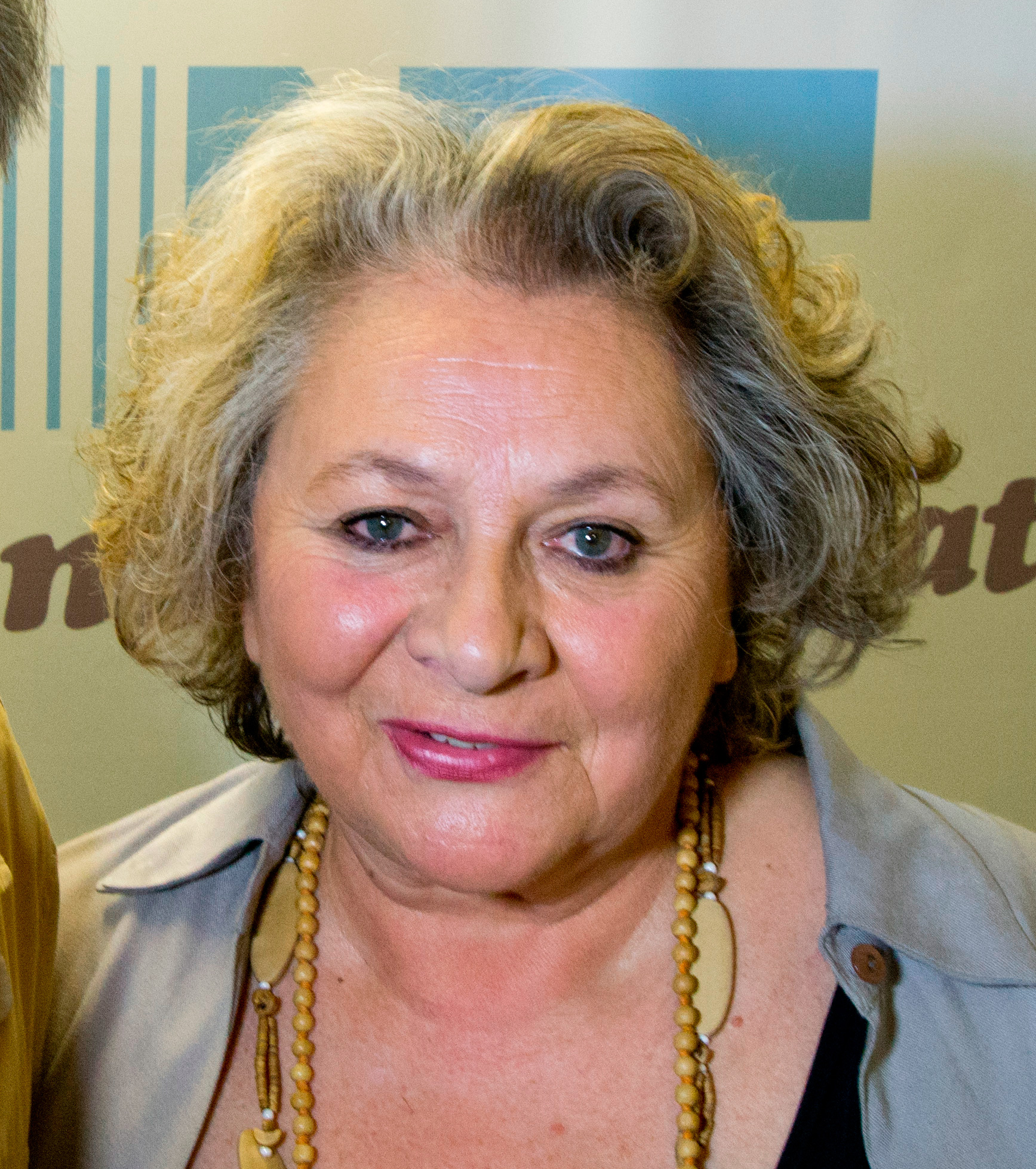
La actriz Rita Cortese interpreta a la cocinera.

- Juan Santiago Linari, como Alexis.

Un empresario inmobiliario y político llega a un abandonado y vacío restaurante en medio de una ruta, en la que inmediatamente comienza a tratar con desdén a la moza. Ésta lo reconoce como Cuenca, quien tiempo atrás fue el principal responsable de varios conflictos económicos en su familia, y daños psicológicos severos que causaron que su padre se suicidara. La cocinera del lugar, una exconvicta, le propone envenenarlo, poniéndole veneno para ratas, pero ella lo rechaza. A sus espaldas, la cocinera envenena la comida. Sin embargo, esto no le produce dolor alguno a Cuenca. De repente, llega un micro, del cual baja su hijo Alexis: se sienta a la mesa y, tras probar la comida, comienza a tener dolores internos. La moza, al ver esto, intenta intervenir y le retira el plato. Cuenca se enfurece y la maltrata, y ella agarra la comida y se la arroja en la cara. Cuenca la insulta, la golpea y la arroja al piso. En ese momento, la cocinera aparece y apuñala varias veces a Cuenca por la espalda. Alexis vomita la comida y logra recuperarse. La historia termina al día siguiente, cuando la cocinera es apresada, mientras Alexis y la moza miran desde una ambulancia.

### El más fuerte
Elenco

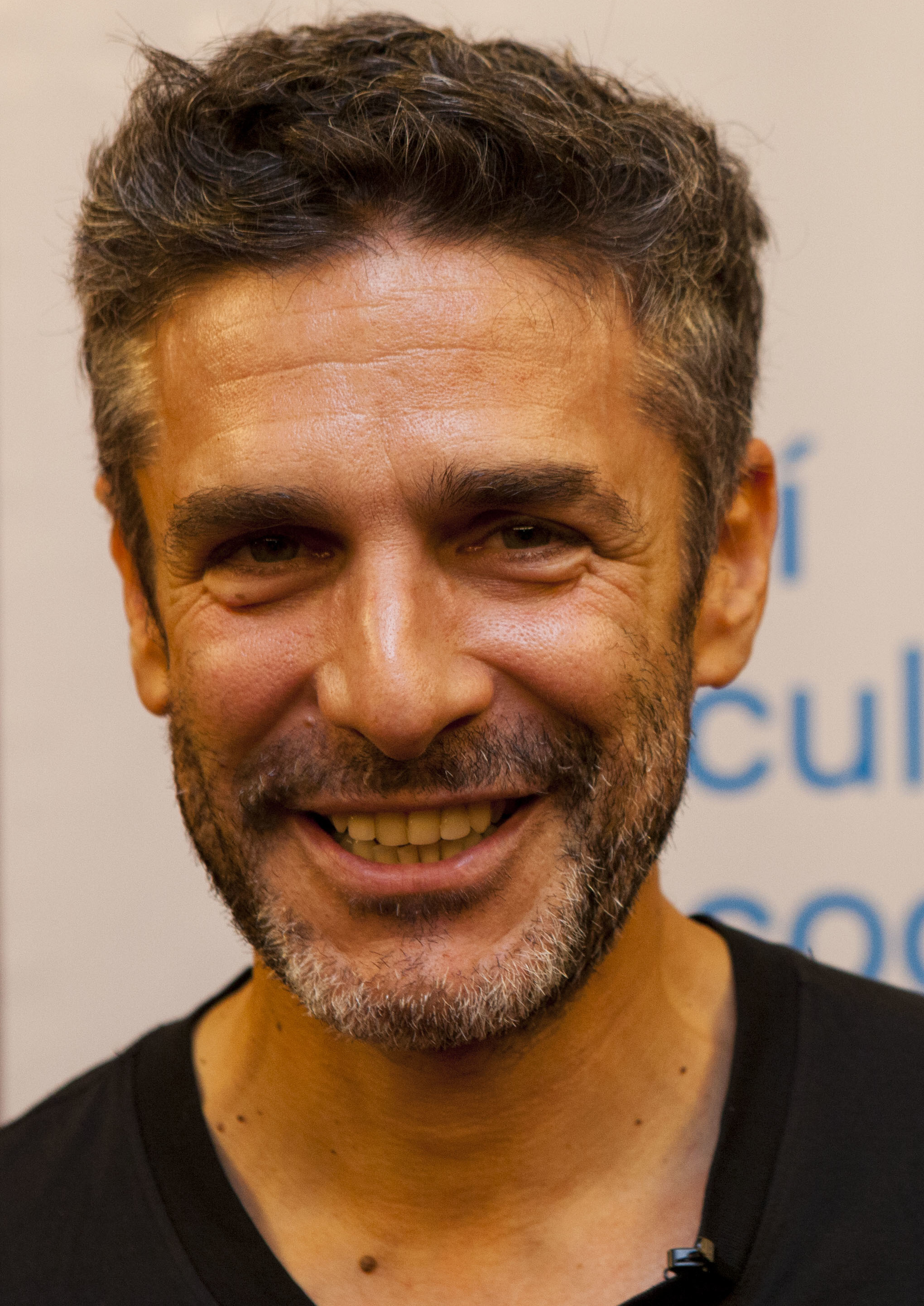
El actor Leonardo Sbaraglia interpreta a Diego Iturralde

- Leonardo Sbaraglia como Diego Iturralde.
- Walter Donado como Mario.

Diego Iturralde es un empresario millonario que viaja por la Ruta 68, a la altura de la Quebrada de las Conchas, entre Cafayate y la ciudad de Salta, Provincia de Salta, en un auto de alta gama, y se cruza con un viejo automóvil que le impide avanzar. Al intentar rebasarlo, el otro maliciosamente le bloquea el paso y al conseguir adelantársele, Diego le insulta con epítetos clasistas y le hace un gesto obsceno con la mano. Cuando pierde su rastro varios kilómetros más adelante, un neumático se descompone obligándolo a detenerse en la banquina. Mientras Diego cambia el neumático, se cruza nuevamente con el automovilista a quien había insultado —de nombre Mario y de oficio albañil— quien detiene su automóvil, se baja, lo encara por la situación y comienza a destrozar el auto de Diego con un cricket que el mismo Iturralde usaba para cambiar la llanta. No contento con eso, Mario se sube encima del capó del coche, se baja los pantalones, le enseña su trasero a Diego y decide defecar y orinar sobre el parabrisas y el techo, todo mientras Diego permanece encerrado dentro de su vehículo, sin poder creerlo. Mientras ve cómo Mario regresa a su propio coche, Diego, impotente, decide vengarse, así que enciende su vehículo y embiste al de su agresor, arrojándolo al lecho de un río. Al ver eso, Diego aprovecha esos instantes para terminar de cambiar el neumático. Mario, tras la caída y con varios cortes en su cabeza, quiere seguir vengándose, así que logra salir de su coche volcado, para buscar a su enemigo. Diego logra arrancar con su vehículo, mientras Mario le golpea el cristal de nuevo con el cricket y le grita enfurecido que lo encontraría a futuro, puesto que ya sabía la patente de su automóvil. Iturralde se marcha velozmente y parece que ahí termina el crudo enfrentamiento, pero todavía queriendo acabar con su agresor, se devuelve e inicia una desquiciada persecución en contra del albañil en su auto. Sin embargo, la rueda de auxilio se suelta, provocando que pierda el control de su vehículo y éste caiga también por el barranco (aunque lo salva la bolsa de aire del impacto de la caída). Como Diego queda en desventaja, Mario aprovecha la oportunidad para finalmente matarlo, así que entra en su coche por la parte de atrás. Ahí comienza una desenfrenada reyerta al interior del vehículo, y que termina con una explosión causada deliberadamente por Mario, tras prender una mecha en el depósito de gasolina con el propósito de deshacerse de su enemigo, pero su plan no resulta del todo y ambos terminan carbonizados. Un mecánico que pasaba a ayudar a Diego se da cuenta del incidente y da aviso. Tras encontrar los cuerpos, la policía y el mecánico creen que el crimen tuvo un móvil pasional al encontrarlos abrazados en una pelea interminable.
- El sitio del puente donde se finaliza el corto es efectivamente el kilómetro 60 (de forma aproximada) de la ruta nacional 68 entre la ciudad de Salta y Cafayate, como él mismo lo menciona durante la película mientras solicita por celular el servicio de auxilio. Este puente cruza el río Las Conchas, en la zona conocida como la Quebrada de las Conchas, Provincia de Salta, aunque los tramos de carretera utilizados para la primera parte, donde se desplazan los vehículos y se produce el insulto, son escenarios de la ruta nacional 9 en la Quebrada de Humahuaca, Provincia de Jujuy, a la altura de Bárcena. También se incluyeron lugares como Purmamarca y Angosto del Perchel.
- El coche de Mario es un Peugeot 504 con matrícula "ZGT388", la que es inexistente. El coche de Diego es un Audi A4 con matrícula "UIA719", la que hoy en día, pertenece a un Renault 12.

### Bombita
Elenco
- Ricardo Darín como Simón Fisher.
- Nancy Dupláa como Victoria.
- Luis Mazzeo como Colega.
- Federico Liss como Empleado Grúa.
- Pablo Moseinco como Abogado.
- Andrea Garrote como Abogada.
- Alfonso Grispino como Suegro.

Simón Fisher (Ricardo Darín) es un ingeniero experto en explosivos cuyo vehículo es remolcado por una grúa debido a que estaba presuntamente mal estacionado mientras recogía un pastel para el cumpleaños de su hija. El conductor no puede dejar de pensar que se trata de una injusticia y decide ir a reclamar la anulación de la multa, con el riesgo de llegar tarde a la fiesta. Después de un intento frustrado de vencer la burocracia, termina pagando la infracción y llega a casa cuando la reunión de su hija está por acabar. Su mujer, enfadada por su tendencia a defraudarla y «encontrar una excusa para todo», le pide el divorcio. Al día siguiente, Simón va al Gobierno de la Ciudad, a solicitar que le anulen la multa, pero de nuevo se lo deniegan. En medio de esa situación, estalla en ira y golpea con un extintor de fuego el panel de vidrio del empleado público que lo estaba atendiendo. El caso se vuelve famoso en la TV por las grabaciones de las cámaras de seguridad, pierde su trabajo y durante los trámites de divorcio, la abogada de su mujer usa el evento como un argumento para pedir que el ingeniero no posea la tenencia compartida de su hija. Simón, irritado y extenuado de no conseguir otro trabajo, se ve obligado otra vez a sacar su coche que nuevamente se encontraba mal estacionado y a pagar exorbitantes multas. Cansado de esto, pone explosivos en su vehículo y lo estaciona mal a propósito para que sea remolcado. La posterior explosión del centro de remolque tiene un impacto tremendo en los medios y «Bombita» se transforma en un ídolo en las redes sociales, un ídolo de la gente harta del infierno burocrático. Al final del relato, un tiempo después del suceso, la mujer y su hija le llevan un pastel de feliz cumpleaños al ingeniero, quien se encontraba encarcelado, festejando el día como una familia feliz mientras los demás presos lo felicitan eufóricamente.
Cuando Szifron envió el guion a Darín, este le dijo que lo veía posible en dos historias; tras leerse el guion 2 o 3 veces Darín concluyó «que su corazón estaba más cerca» de este personaje.

### La propuesta
Elenco
- Oscar Martínez como Mauricio.
- María Onetto como Helena.
- Osmar Núñez como el abogado.

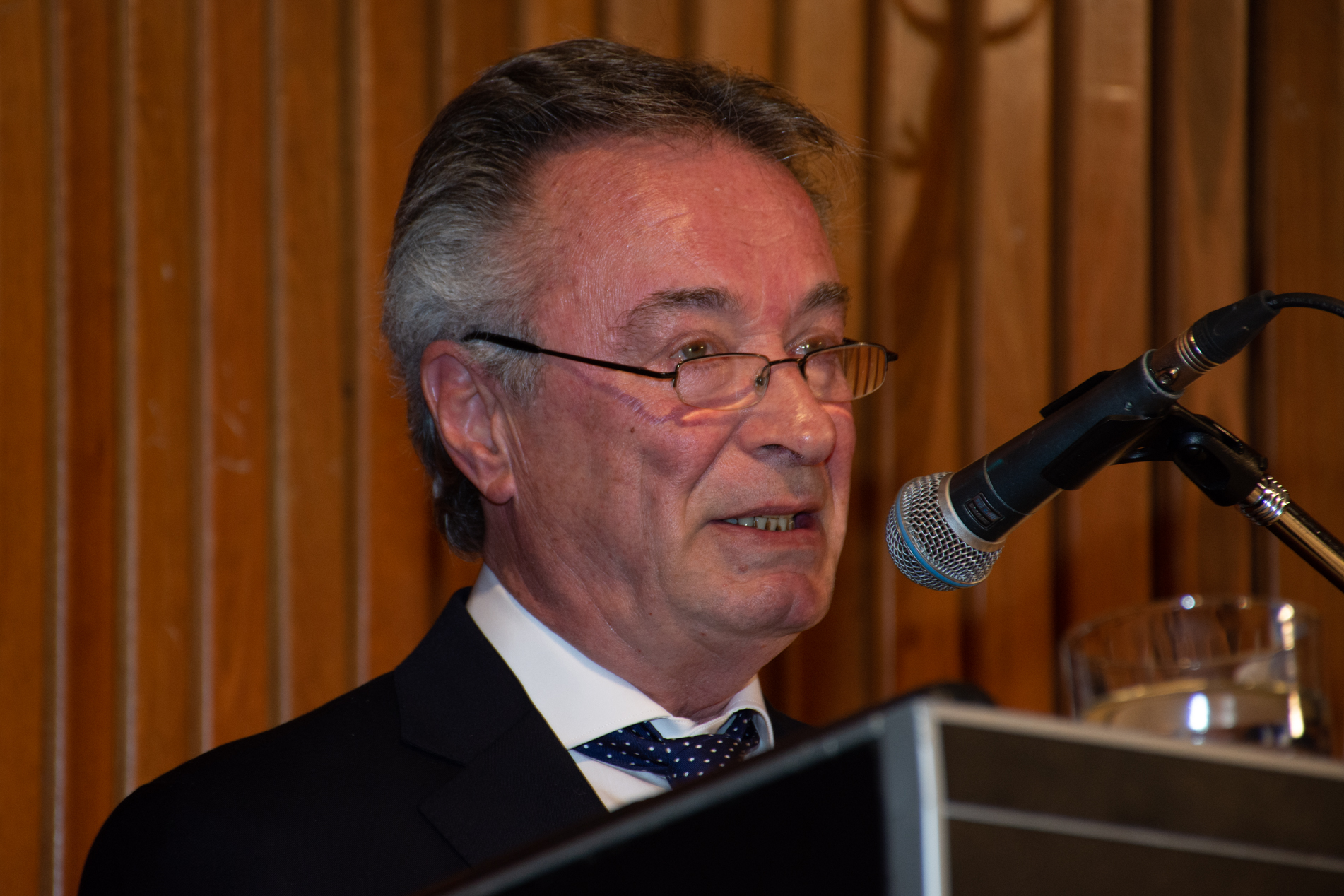
El actor Oscar Martínez interpreta a Mauricio

- Germán de Silva como José, el casero.
- Diego Velázquez como el fiscal.
- Alan Daicz como Santiago

Esta historia comienza con un automóvil lujoso que ingresa a su estacionamiento a la madrugada, con manchas de sangre en la matrícula. Luego de esto, el joven Santiago, muy nervioso y desesperado, despierta a sus padres, Mauricio y Helena, quienes le preguntan qué pasó. Por el noticiero, ellos se enteran de que Santiago atropelló a una mujer embarazada durante la madrugada. Algo más tarde, llega el abogado de la familia y Helena muy angustiada le abre y le dice que hagan lo posible para que Santiago no vaya a la cárcel. Luego el abogado comienza a preguntarle cosas sobre los hechos a Santiago, quien confiesa que él siguió de largo tras el accidente y que tenía las ventanillas levantadas. Tras enterarse de que murió la embarazada y la criatura en la ambulancia; a Mauricio se le ocurre una idea, que es involucrar a José, el casero del hogar, al hecho, para así exculpar a Santiago.
Luego Mauricio, el casero y el abogado hablan seriamente en un cuarto de reunión. Mauricio dice que le avergüenza su propuesta pero que, como tienen mucha confianza, piensa que le haría ese gran favor; el abogado le dice que en menos de un año estaría libre de tener buena conducta y que Mauricio le ofrecería a su vez la suma de 500 mil dólares. Tras aceptar, le dan indicaciones a José sobre cómo responder respecto al accidente, ajustan el asiento del auto y los retrovisores para simular que José conducía, y le indican que él debe declarar que no se acordó de nada hasta que se despertó ahí en su casa. El casero comienza a dudar, y el abogado le dice a Santiago y Helena que se escapen y que cumplan determinadas condiciones como pagar todo en efectivo por el camino y que miren para abajo al llegar a una cabina de peaje; pero no logran hacerlo porque escuchan sirenas y el abogado cambia de idea.
Llega el fiscal, quien les pide que le cuenten lo sucedido, mientras en los canales de noticias aparecen imágenes del hecho ocurrido y entrevistan a su vez al padre de la menor víctima, obviamente enfurecido con la situación. José cuenta que él agarró el automóvil y se fue a dar vueltas; le consultan por el incidente a lo que responde que creyó que el impacto había sido a un perro y que fue rápidamente a avisarle a Mauricio porque pensó que destruyó el vehículo. El fiscal, tras inspeccionar el vehículo y por la posición de los espejos retrovisores, dice que el auto fue conducido por una persona de mayor altura, a lo que pide ver a Santiago y a Helena. 
El abogado y el fiscal hablan en el jardín sobre el tema y proponen a su vez la suma de una gran cantidad de dinero, que según el abogado le dice a Mauricio era 1 millón de dólares, y que a su vez discutían sobre los apoyos que recibirían por conocer a varios jueces y al comisario. Pero Mauricio pregunta si no se puede desincluir al casero, y dice que tiene que haber un responsable pues hubo dos muertes y que salió en los noticieros. El abogado concluye en que hizo suficiente y que su trabajo culminaba.
Luego todos, desincluyendo a Santiago y Helena, hablan de la planificación posterior de cómo iba a ser la detención y de la suma de dinero que pedía el fiscal, que eran 30 mil dólares. Mauricio descubre entonces que el abogado lo había chantajeado y estafado, estando a punto de pagar más de 2 millones de dólares en total, a lo que da por zanjada a la negociación y le dice a Santiago, furioso, que confiese y que se exponga.
Un rato después, el abogado le propone un nuevo acuerdo, pero Mauricio declara que pondrá solo 1 millón de dólares para dividírselos entre el abogado, el fiscal y José; y a la vez amenaza al fiscal y al abogado de reportarlos ante la policía por extorsión de seguir insistiendo. El relato termina con imágenes de la TV donde se observa al casero saliendo arrestado por la fiscalía, ocasión en que aparece el marido de la víctima y le golpea la cabeza con un martillo, asesinándolo en el acto.

### Hasta que la muerte nos separe
Elenco
- Érica Rivas como Romina.
- Diego Gentile como Ariel.
- Liliana Weimer como Cuca.
- Paula Grinszpan como Amiga.
- Margarita Molfino como Lourdes.
- Marcelo Pozzi como Cocinero.
- Abian Vainstein como
- Claudio Delan como Bocha.
- Gustavo Bonfigli como DJ.

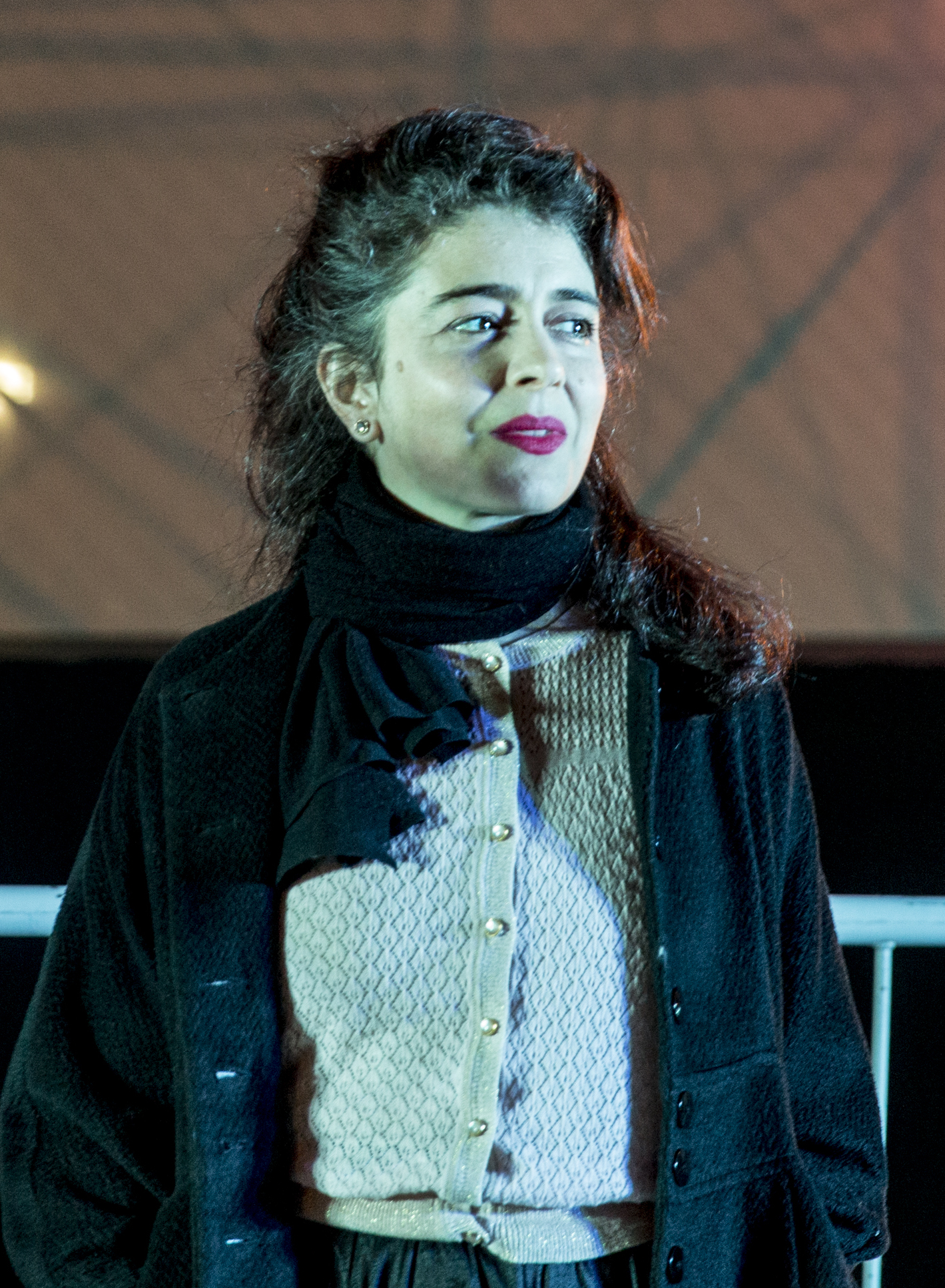
La interpretación de Érica Rivas como Romina le valió reconocimientos en los Premios Sur, Premios Cóndor de Plata y en los Premios Platino a la Mejor Actriz.

Esta historia inicia con una lujosa y costosa boda en la que Romina y Ariel son fuertemente recibidos por sus invitados con aplausos y abrazos, luego realizan una orquesta todos muy felices en las que bailan y se ríen.
Tras esto, Romina presenta a los invitados de ella y a los compañeros de Ariel en la respectiva boda. En un momento ve a su marido teniendo una conversación con una empleada del trabajo suya, y ahí comienza a sospechar actitudes cariñosas de él hacia ella. Ella va hasta una mesa y llama al supuesto profesor de guitarra que en su momento él le dijo a ella, y que luego de que ella atendiera el teléfono cortaran del otro lado. Contesta la empleada, pero corta, vuelve a llamar y empieza a reírse entre sus compañeros de mesa. Luego en el vals, interroga seriamente a su marido y ella exigiéndole una respuesta lo amenaza con preguntárselo a ella. Romina deja al marido plantado y va con su padre mientras llora también. 
Romina y Ariel vuelven a bailar juntos de nuevo, pero esta vez le reconoce que se había acostado con su empleada, y ella enfurecida y entristecida sale por la cocina hacia la azotea. Allá, se desahoga con uno de los cocineros y después mantiene relaciones sexuales con él por venganza; luego Ariel, acompañado de otro sube y se encuentra con la escena, y a su vez Romina amenaza a su marido diciéndole que le hará la vida imposible y que no le va a conceder el divorcio, provocando que Ariel recaiga y vomite ante tal confrontación.
Romina vuelve a bajar e inicia una conga con sus amigas y luego levantan a ella y a Ariel por el aire, después de varios minutos ella agarra a la empleada de Ariel y la arroja contra un espejo, quien quedó severamente herida, pero aseguran que no se le cortó ningún tendón. Ariel al regresar se muestra más agresivo con Romina y le dice que puede hacerle una denuncia por amenazas y que deje que los invitados se retiren; a lo que le responde que si es la madre la que organizó todo esto y finalmente Ariel le dice que lo que él le hizo no es nada al lado de lo que ella estaba haciéndole, y después llora, mientras Romina se burla de la situación hasta que, al poco tiempo, se arrepiente.
La madre de Ariel agarra a Romina y la tira hacia una mesa con ira, a lo que el padre de Romina intenta sacársela de su hija y a su vez despierta en estado de shock; tras esto llegan varios médicos al lugar y atienden a Ariel y Romina. Luego con los invitados, los médicos y la policía, Ariel y Romina bailan juntos nuevamente y se besan felizmente, pero al final comienzan a tener relaciones y el público comienza a retirarse.

## Recepción

### Crítica
Relatos salvajes fue aclamado por la crítica. En Argentina, su valoración por parte de Clarín fue «una recepción fenomenal», y los críticos de habla inglesa también fueron favorables. En Rotten Tomatoes, según 156 reseñas, Relatos salvajes tiene una calificación de «fresco» del 94% y una puntuación promedio de 8/10. El consenso crítico dice que es «Malvadamente hilarante y deliciosamente trastornada, Relatos salvajes es una sátira subversiva que también funciona como una película de antología uniformemente entretenida». Metacritic reporta un puntaje promedio de 77 basado en 33 reseñas, lo que indica «reseñas generalmente favorables». Se elogió con mayor frecuencia su narrativa, cinematografía, actuación, guion y la preparación para el clímax. Los detractores ocasionales dijeron que la película tiene una moraleja misantrópica o débil, una intención efectista e historias predecibles y repetitivas.
El escritor de la revista Time, Richard Corliss, comparó Relatos salvajes con las historias de Ambrose Bierce y Roald Dahl, calificándola de «la película más intrépidamente divertida del año» y nombrándola la novena mejor película de 2014. Otros cinco críticos la ubicaron entre sus 10 mejores películas de 2014 y cinco más hicieron lo mismo en 2015. También en 2015, la Asociación Cubana de Prensa Cinematográfica lo consideró el mejor estreno cinematográfico del país en ese año. En 2018, la BBC encuestó a 209 expertos en cine de 43 países para nombrar las 100 mejores películas en lengua extranjera; aunque Relatos salvajes no llegó a la lista principal, dos críticos lo ubicaron entre los 10 primeros.
Elaine Teng de The New Republic y Nicholas Barber de The Guardian elogiaron Relatos salvajes como un buen ejemplo de película de antología; Teng dijo que es «la rara película de antología que trasciende los límites de su forma». O'Sullivan elogió su tono y presentación, mientras que Burr y Mar Diestro-Dópido de Sight & Sound elogiaron su narración; Diestro-Dópido dijo que cada parte forma «un todo coherente y exuberante». El crítico de Clarín Pablo O. Scholz dijo que aunque el tono de cada historia es diferente, Scholz afirmó que la película mantiene una tensión que llama la atención del público. De manera similar, Joe Morgenstern de The Wall Street Journal escribió Wild Tales hace que «nunca pierdas el interés por un momento». Charles Solomon de Los Angeles Times criticó el ritmo de la película y la calificó de «aburrida». Robert Horton de Seattle Weekly la criticó por basarse en giros, «una técnica que no oculta del todo cuán directas son las lecciones», y calificó la película como «una dispersión de trampas».

### Comercial
Relatos salvajes ha gozado de un éxito sin precedentes en el cine local. “Nos esperábamos un muy buen éxito, pero esto ha desbordado completamente lo que esperábamos”, aseguró Hugo Sigman en una entrevista de la agencia EFE. El paso por el festival permitió además que la película se vendiera a una gran cantidad de mercados alrededor del mundo, como resalta Sigman. “Nuestro distribuidor internacional nos dijo que nunca en su vida había tenido filas de exhibidores tratando de comprar la película”, como ocurrió tras su proyección en Cannes.
En Argentina, el estreno de la película convocó a más de 50.000 espectadores. Al día de la fecha, según la consultora Ultracine, la película ya había sido vista por más de 3.900.000 espectadores solo en el país. Eso la convirtió en la película más vista en Argentina en 2014, y la más vista en toda la historia del cine local, desde que existen registros fiables. Aunque todavía se disputa si llegará a superar a la película estadounidense Ice Age: Continental Drift (La Era de Hielo 4) como la más vista en la historia del cine en Argentina, con un total de 4.495.442 espectadores.
Su estreno en televisión abierta argentina por Telefe el 7 de mayo de 2017 obtuvo 17.4 puntos de rating en horario estelar y fue lo más visto del día.

## DVD/Vídeo
La película tardó un año en estrenarse en DVD debido a que Warner Bros. Home Entertainment había dejado temporalmente el mercado nacional en Argentina.[cita requerida] Fue distribuida por Blu Shine SRL y cuenta como características especiales audio español 5.1 y subtítulos en español e inglés. El DVD trae como extras los dos avances para los cines, galería de pósteres de todo el mundo y el "Cómo se hizo" de la película, con comentarios de los actores, técnicos y el director.[cita requerida]

## Fechas de estreno
| Fechas de estreno (Fuente: IMDb) |                  |      |                      |                 |      |
| País o Región                    | Fecha            | Año  | País o Región        | Fecha           | Año  |
| Argentina                        | 21 de agosto     | 2014 | Brasil               | 21 de agosto    | 2014 |
| Perú                             | 21 de agosto     | 2014 | Uruguay              | 21 de agosto    | 2014 |
| Venezuela                        | 26 de septiembre | 2014 | Bélgica              | 1 de octubre    | 2014 |
| Grecia                           | 2 de octubre     | 2014 | Colombia             | 9 de octubre    | 2014 |
| República Checa                  | 9 de octubre     | 2014 | Costa Rica           | 16 de octubre   | 2014 |
| España                           | 17 de octubre    | 2014 | China                | 23 de octubre   | 2014 |
| Países Bajos                     | 30 de octubre    | 2014 | México               | 4 de diciembre  | 2014 |
| Italia                           | 11 de diciembre  | 2014 | República Dominicana | 18 de diciembre | 2014 |
| Polonia                          | 2 de enero       | 2015 | Austria              | 8 de enero      | 2015 |
| Alemania                         | 8 de enero       | 2015 | Francia              | 14 de enero     | 2015 |
| India                            | 13 de febrero    | 2015 | Portugal             | 19 de febrero   | 2015 |
| Estados Unidos                   | 20 de febrero    | 2015 | Suecia               | 27 de febrero   | 2015 |
| Canadá                           | 6 de marzo       | 2015 | Turquía              | 6 de marzo      | 2015 |
| Noruega                          | 13 de marzo      | 2015 | Hong Kong            | 26 de marzo     | 2015 |
| Israel                           | 19 de marzo      | 2015 | Reino Unido          | 27 de marzo     | 2015 |
| Irlanda                          | 27 de marzo      | 2015 | Macedonia del Norte  | 2 de abril      | 2015 |
| Dinamarca                        | 7 de mayo        | 2015 | Rumania              | 19 de junio     | 2015 |

## Premios y candidaturas
Relatos salvajes fue candidata en las academias de cine de muchos países, siendo la más importante la candidatura al Óscar a la mejor película de habla no inglesa, premio otorgado por la academia estadounidense de cine. Además cosechó diez galardones en los Premios Sur, entregados por la academia argentina de cine, entre los que se incluyen, entre otros, los de mejor película, mejor director y mejor guion. Por parte de la academia de cine española, la película fue candidata a 9 Premios Goya, siendo los más importantes los de mejor película, mejor director, mejor película hispanoamericana (único premio recibido) y mejor guion. Por parte de la academia de cine mexicana ganó el premio a mejor película iberoamericana.

### Participación en festivales de cine y premios
| Festival                                             | Fecha del evento                         | Categoría                      | Candidato           | Premio             | Ref    |
| ---------------------------------------------------- | ---------------------------------------- | ------------------------------ | ------------------- | ------------------ | ------ |
| Festival de Cannes                                   | 14 al 25 de mayo de 2014                 | Palma de oro                   |                     | Nominada           | [ 47 ] |
| Festival de Cine de Sarajevo                         | 14 al 22 de agosto de 2014               | Premio del Público             |                     | Ganador            | [ 48 ] |
| Festival Internacional de Cine de Toronto            | 4 al 14 de septiembre de 2014            | Special Presentations          |                     | Nominada           | [ 49 ] |
| Festival Internacional de Cine de San Sebastián      | 19 al 27 de septiembre de 2014           | Mejor Película Europea (PP)    |                     | Ganador            | [ 50 ] |
| Festival de Cine de Telluride                        | 28 de agosto al 1 de septiembre de 2014  | Presentación Especial          |                     | Sólo participación | [ 51 ] |
| Festival de Cine de Lima                             | 8 al 16 de agosto de 2014                | Premio del Público             |                     | Ganador            | [ 52 ] |
| Festival de Cine de Biarritz                         | 29 de septiembre al 5 de octubre de 2014 | Premio del Público             |                     | Ganador            | [ 53 ] |
| Festival de Cine de Biarritz                         | 29 de septiembre al 5 de octubre de 2014 | Mejor Actriz                   |                     | Ganador            | [ 54 ] |
| Festival de Cine de Londres                          | 8 al 19 de octubre de 2014               | Strand Galas                   |                     | Ganador            | [ 55 ] |
| Festival de Cine de Sitges                           | 3 al 12 de octubre de 2014               | Oficial Fantàstic Especials    |                     | Nominada           | [ 56 ] |
| Festival Internacional de Cine de las Tres Fronteras | 18 al 25 de octubre de 2014              | Presentación Especial          |                     | Sólo participación | [ 57 ] |
| Festival Internacional de Cine Fine Arts             | 25 de septiembre al 8 de octubre de 2014 | Mejor Película                 |                     | Ganador            | [ 58 ] |
| Festival Internacional de Cine Fine Arts             | 25 de septiembre al 8 de octubre de 2014 | Mejor Dirección                |                     | Ganador            | [ 59 ] |
| Festival Internacional de Cine Fine Arts             | 25 de septiembre al 8 de octubre de 2014 | Mejor Interpretación femenina  |                     | Ganador            | [ 60 ] |
| Festival Internacional de Cine Fine Arts             | 25 de septiembre al 8 de octubre de 2014 | Premio del Público             |                     | Ganador            | [ 61 ] |
| Festival Internacional de Cine Mediterranéo          | 25 de octubre al 1 de noviembre de 2014  | Presentación Especial          |                     | Sólo participación | [ 62 ] |
| Festival Internacional de Cine de São Paulo          | 16 al 29 de octubre de 2014              | Premio del Público             |                     | Ganador            | [ 63 ] |
| Festival de Cine de La Habana                        | 4 al 14 de diciembre de 2014             | Premio Coral                   |                     | Nominada           | [ 64 ] |
| Festival de Cine de La Habana                        | 4 al 14 de diciembre de 2014             | Mejor Dirección                |                     | Ganador            | [ 64 ] |
| Festival de Cine de La Habana                        | 4 al 14 de diciembre de 2014             | Mejor Edición                  |                     | Ganador            | [ 64 ] |
| Festival Internacional de Cine de Mar del Plata      | 22 al 30 de noviembre de 2014            | Presentación Especial          |                     | Sólo participación | [ 65 ] |
| Premios Óscar                                        | 22 de febrero de 2015                    | Mejor película extranjera      |                     | Nominada           | [ 66 ] |
| Festival Internacional de Cine de Miami              | 6 al 15 de marzo de 2015                 | Premio Lexus del Público       |                     | Nominada           | [ 67 ] |
| Premios BAFTA                                        | 14 de febrero de 2016                    | Mejor película extranjera      |                     | Ganador            | [ 68 ] |
| Premios Platino                                      | 18 de julio de 2015                      | Mejor Película Iberoamericana  |                     | Ganador            | [ 69 ] |
| Premios Platino                                      | 18 de julio de 2015                      | Mejor Dirección                | Damián Szifron      | Ganador            |        |
| Premios Platino                                      | 18 de julio de 2015                      | Mejor Guion                    | Damián Szifron      | Ganador            |        |
| Premios Platino                                      | 18 de julio de 2015                      | Mejor Música Original          | Gustavo Santaolalla | Ganador            |        |
| Premios Platino                                      | 18 de julio de 2015                      | Mejor Interpretación Femenina  | Erica Rivas         | Ganador            |        |
| Premios Platino                                      | 18 de julio de 2015                      | Mejor Dirección de Montaje     | Damián Szifron      | Ganador            |        |
| Premios Platino                                      | 18 de julio de 2015                      | Mejor Dirección de Arte        | Clara Notari        | Ganador            |        |
| Premios Platino                                      | 18 de julio de 2015                      | Mejor Dirección de Sonido      | José Luis Díaz      | Ganador            |        |
| Premios Platino                                      | 18 de julio de 2015                      | Mejor Interpretación Masculina | Leonardo Sbaraglia  | Nominada           | [ 70 ] |
| Premios Platino                                      | 18 de julio de 2015                      | Mejor Dirección de Fotografía  | Javier Juliá        | Nominada           | [ 70 ] |